# Wavelet
Wavelet o ondicelle, analisi wavelet, e trasformata wavelet si riferiscono alla rappresentazione di un segnale mediante l'uso di una forma d'onda oscillante di lunghezza finita o a decadimento rapido (nota come wavelet madre).  Questa forma d'onda è scalata e traslata per adattarsi al segnale in ingresso. Sono considerate uno strumento versatile sia per il contenuto matematico, sia per le relative applicazioni.

## Storia
Le wavelet sono funzioni matematiche che soddisfano determinati requisiti e sono usate nella rappresentazione di dati e altre funzioni. L’approssimazione con sovrapposizione di funzioni esisteva già nei primi anni dell’Ottocento. La tecnica sviluppata dal matematico J. Fourier (1807) dimostra che qualunque funzione continua si può rappresentare attraverso una serie continue di funzioni sinusoidali elementari (seno e coseno). Grazie a tale scoperta si è potuto scomporre funzioni complicate in una serie di funzioni, denominata appunto Serie di Fourier, che rende l’analisi più semplice. 
Lo sviluppo delle wavelet può essere collegato a diverse correnti di pensiero separate che hanno origine dal lavoro di Alfréd Haar all'inizio del XX secolo (1910 circa): egli introduce una funzione sotto forma di un impulso pari rettangolare, studiandone le proprietà analitiche.   Importanti contributi sono forniti dal fisico Kennet Geddes Wilson (1971) e dei ricercatori francesi, nel campo dei segnali digitali, A. Croisier, D. Esteban, C. Galand (1976), fino al contributo di D. Marr (1980) nella trattazione del sistema di visione umana. Ronald Coifman, Victor Wickerhauser danno il loro contributo negli anni '80 - '90. Tantissimi scienziati e studiosi hanno dato il loro contributo diretto e indiretto.

### Cronologia
- 1909:: Prima wavelet (wavelet Haar) di Alfréd Haar. Le sue funzioni, ancora usate oggi, consistono in un breve impulso positivo seguito da un breve impulso negativo. Le wavelets di Haar sono le più semplici esistenti. Lo svantaggio tecnico è che non sono continue e non differenziabili. Questo può essere un vantaggio per l’analisi di segnali con sbalzi improvvisi.  [1]
- Anni '30: numerosii gruppi di scienziati lavorano  indipendentemente alla ricerca della rappresentazione delle funzioni usando funzioni base a scale variabili. Usando le funzioni base a scala variabile (funzioni base di Haar), Paul Levy (un fisico degli anni ’30), studia il moto Browniano (moto disordinato delle particelle) e nota che le funzioni base di Haar sono migliori delle funzioni base di Fourier nello studio di piccoli dettagli complicati. Sempre negli anni ’30 i lavori di ricerca dei matematici inglesi J. Littlewood, R. Paley e Stein, volti a calcolare l’energia di una funzione, portano a differenti risultati a seconda che l’energia sia concentrata attorno a pochi punti, oppure distribuita su un intervallo più ampio. Questi risultati indicano che l’energia può non essere conservata. Le ricerche di questo periodo forniranno al neuroscienziato D. Marr le basi per progettare un algoritmo in funzione dell’elaborazione delle immagini usando le wavelet nei primi anni ’80. [1]
- 1946: D. Gabor, fisico anglo-ungherese, sviluppa il campo dell’ottica elettronica proponendo la tecnica dell’olografia che gli fa vincere il premio Nobel per la fisica. Nel campo dell’elaborazione numerica dei segnali (o DSP, Digital Signal Processing) sviluppa, come risultato dei suoi studi sul comportamento e l’udito, la Teoria della sintesi granulare per la creazione di texture del suono. Introduce  la Trasformata di Gabor.  [1]
- 1948: Shannon elabora la teoria del campionamento.  [1]
- 1960: A. Calderon, un matematico argentino - americano, scopre una formula matematica che permette ai suoi successori di recuperare un segnale partendo dalla sua espansione wavelet. [1]
- 1975: G. Zweig, scienziato russo che si interessa alla neurobiologia dà un contributo alla trasformata di wavelet continua originariamente chiamata “ Cochlear ”. Essa viene scoperta studiando la reazione dell’orecchio che ascolta un suono. [1]
- Dagli anni '80: Yves Meyer,
- 1982: Jean Morlet, Alex Grossmann e Goupilland: Teoria sulla Trasformata Wavelet Continua (CWT). Morlet, a differenza di quanto fatto nella STFT, blocca il numero di oscillazioni nella funzione, cambiandone l’ampiezza attraverso compressioni (o allungamenti)  [1]
- 1983: Jan-Olov Strömberg esegue dei lavori preliminari sulle wavelet discrete [1]
- 1984: Jean Morlet, Alex Grossmann scrivono il primo articolo sulla CWT e conia- no la parola “wavelet”, che entra a far parte del lessico matematico. Prima si utilizzava il termine “ondelette” (in francese)  [1]
- 1986: Yves Meyer (in collaborazione con lo studente Lemarié) dà vita alla Trasformata Wavelet Ortogonale.
- 1989: Stéphane Mallat introduce la struttura a multi risoluzione
- 1991: Delprat con la sua interpretazione in tempo-frequenza della CWT
- 1987; Ingrid Daubechies, fisica belga e matematica, costruisce la prima wavelet ortogonale con supporto compatto  [1]
- 1988: Battle - Lemarié ideano wavelets ortogonali che usano funzioni spline esponenzialmente decrescenti  [1]
- 1988 - 1989: Ingrid Daubechies costruisce wavelet a supporto compatto costruite mediante iterazioni di alcuni filtri discreti.  [1]
- 1989: Il matematico Albert Cohen scopre l’uso dei “wavelet filters” nell’analisi wavelet, la cosiddetta “Condizione di Cohen per l’ortogonalità”. [1]
- 1990: D. Donoho e J. Iohnstone (Università di Stanford), usano le wavelet per ripulire le immagini (”de-noise”) rendendole più fedeli all’originale. [1]
- 1991: N. Delprat: interpretazione in tempo-frequenza della CWT. [1]
- 1881: R. Coifman, Y. Meyer, V. Wicherhauser introducono insiemi di wavelets e le applicano alla compressione dei dati. [1]
- 1992: L’FBI sceglie il metodo delle wavelet sviluppato da Tom Hopper (della sezione FBI Criminal), G. Bradley e C. Brislawn (che faceva parte del Laboratorio Nazionale di Los Alamos) per digitalizzare l’enorme database di impronte digitali. [1]
- 1993: D. Newland, scienziato inglese, introduce la Trasformata Wavalet Armonica (HWT) basata su wavelets lineari di una data funzione in una rappresentazione tempo-frequenza.  [1]
- 1995: Foufoula - Georgiou e Kumar fanno una completa descrizione delle applicazioni fisiche delle wavelets. [1]
- 1996: Barbara Burke Hubbard descrive la nascita, la storia e i concetti più importanti relativi alla wavelets in un testo molto chiaro: “The World According To Wavelets”. [1]
- 1998: Walt Disney e Pixar Studio producono il primo film che impega le wavelets nell’animazione computerizzata: A bug’s life, che utilizza la tecnica delle superfici di suddivisioni, sostituendo la tecnica NURBs. [1]

## Descrizione

### Introduzione
La parola wavelet, ondina, ha origine nei primi anni ottanta ed è dovuta a Morlet e Grossman che infatti usavano la parola francese ondelette (piccola onda). Poco più tardi la parola venne convertita in inglese traducendo "onde" ("onda" in francese) in "wave", ottenendo wavelet. Le trasformate wavelet sono classificate a livello generale nella trasformata wavelet discreta (Discrete Wavelet Transform, DWT) e nella trasformata wavelet continua (Continuous Wavelet Transform, CWT). La differenza di principio fra le due è il fatto che la trasformata continua opera su tutte le possibili scale e traslazioni, mentre la trasformata discreta usa un sottoinsieme discreto di tutti i valori possibili.

### Utilità delle wavelet
La teoria delle wavelet è applicabile a molti campi. Tutte le trasformate wavelet possono essere considerate come forme di rappresentazioni in tempo-frequenza e sono quindi in relazione con l'analisi armonica. Quasi tutte le trasformate wavelet discrete utili in pratica usano dei banchi di filtri a risposta impulsiva finita. Le wavelet che costituiscono una CWT sono soggette al principio di indeterminazione di Heisenberg e allo stesso modo le basi delle trasformate wavelet discrete si possono considerare soggette ad altre forme di principio di indeterminazione.

### Wavelet madre
In termini semplici, ma tecnicamente non corretti, la wavelet madre {\displaystyle \psi \ (t)} deve soddisfare:
{\displaystyle \int _{-\infty }^{+\infty }|\psi (t)|\ ^{2}\,dt=1}, cioè {\displaystyle \psi \in L^{2}(\mathbb {R} )} è normalizzata
{\displaystyle \int _{-\infty }^{+\infty }|\psi \ (t)|\,dt<+\infty }, cioè {\displaystyle \psi \in L^{1}(\mathbb {R} )} è finita
{\displaystyle \int _{-\infty }^{+\infty }\psi \ (t)\,dt=0}, cioè a media nulla
Nella maggior parte delle situazioni è utile richiedere che {\displaystyle \psi } sia continua e che abbia un numero alto M di momenti nulli, cioè per ogni intero m<M
{\displaystyle \int _{-\infty }^{+\infty }t^{m}\,\psi \ (t)\,dt=0}
Questo significa che la wavelet madre deve essere non nulla e avere una media nulla. Tecnicamente la wavelet madre deve soddisfare un criterio di ammissibilità. Alcuni esempi di wavelet madre sono:
|  |  |  |

La wavelet madre è scalata (o dilatata) di un fattore {\displaystyle a} e traslata (o mossa) di un fattore {\displaystyle b} per dare, nella formulazione originaria di Morlet:
{\displaystyle \psi _{a,b}(t)={1 \over {\sqrt {a}}}\psi \left({{t-b} \over a}\right)}
Queste funzioni sono spesso indicate erroneamente come le funzioni base della trasformata. Di fatto, non esiste una base. L'interpretazione in tempo-frequenza infatti richiede una formulazione leggermente diversa.

### Confronto con Fourier
La trasformata wavelet è spesso paragonata alla trasformata di Fourier, dove i segnali sono rappresentati come somma di armoniche. La differenza principale è che le wavelet sono localizzate sia nel tempo sia nella frequenza mentre la trasformata di Fourier standard è localizzata solo in frequenza. La trasformata di Fourier a tempo breve (STFT) è localizzata in tempo e in frequenza, ma ci sono dei problemi di risoluzione e le wavelet spesso offrono una migliore rappresentazione del segnale grazie all'uso dell'analisi multirisoluzione.
La trasformata wavelet inoltre è anche meno complessa computazionalmente, richiedendo un tempo O(N) al contrario del tempo O(N log N) richiesto dalla trasformata di Fourier veloce (N indica la dimensione dei dati).

## Definizione di wavelet
Esistono vari modi per definire una wavelet o una famiglia di wavelet.

### Filtro di scalamento
La wavelet è completamente definita dal filtro di scalamento g, un filtro FIR (Finite Impulse Response) passa-basso di lunghezza 2N e somma 1.  Nelle wavelet biortogonali sono definiti filtri distinti per la decomposizione e per la ricostruzione.
Il filtro passa-alto è definito come il filtro QMF (Quadrature Mirror Filter) del filtro passa-basso e il filtro di ricostruzione come il filtro a tempo invertito di quello di decomposizione.
Esempio: wavelet Daubechies e Symlet.

### Funzione di scalamento
Le wavelet sono definite dalla funzione wavelet {\displaystyle \psi (t)}, cioè la wavelet madre, e dalla funzione di scalamento {\displaystyle \phi (t)}, detta anche wavelet padre, nel dominio del tempo.
La funzione wavelet è in effetti un filtro passa-banda e il suo scalamento ad ogni livello dimezza la sua banda. Questo crea il problema che, per coprire tutto lo spettro, sono richiesti un numero infinito di livelli. La funzione di scalamento filtra il livello più basso della trasformata e assicura che tutto lo spettro sia coperto. Vedi  per una spiegazione dettagliata.
Per una wavelet a supporto compatto, {\displaystyle \phi (t)} può essere considerata di lunghezza finita ed è equivalente al filtro di scalamento g.
Esempio:  wavelet Meyer.

### Funzione wavelet
La wavelet ha solo una rappresentazione nel dominio del tempo come funzione wavelet {\displaystyle \psi (t)}.
e.g. wavelet "cappello messicano".

## Applicazioni
Generalmente la DWT è usata nella codifica dei segnali mentre la CWT è usata nell'analisi dei segnali. Di conseguenza la DWT è usata comunemente in ingegneria e informatica e la CWT è usata più spesso nella ricerca scientifica. Le trasformate wavelet sono ora adottate in un gran numero di applicazioni, spesso sostituendo la trasformata di Fourier convenzionale. Molte aree della fisica hanno visto questo cambiamento di paradigma, inclusi la dinamica molecolare, il calcolo ab initio, l'astrofisica, la geofisica sismica, l'ottica, la turbolenza e la meccanica quantistica. Altre aree che stanno vedendo questo cambiamento sono l'elaborazione delle immagini, la misura della pressione del sangue, lo studio del battito del cuore e l'analisi dell'ECG, ;'analisi del DNA, l'analisi delle proteine, la climatologia, l'elaborazione dei segnali in generale, il riconoscimento vocale, la grafica computerizzata e l'analisi multifrattale.
Una delle applicazioni delle wavelet è la compressione di dati. Come molte altre trasformate, la trasformata wavelet può essere usata per trasformare dati grezzi. come le immagini per poi codificare i dati trasformati e ottenere un'effettiva compressione. Il formato JPEG 2000 è uno standard di immagini che usa le wavelet.

## Trasformate wavelet
Esistono un gran numero di trasformate wavelet, ognuna adatta a una differente applicazione. Per una lista completa vedi elenco di trasformate wavelet, ma le più comuni sono qui elencate:
- Trasformata wavelet continua (CWT)
- Trasformata wavelet discreta (DWT)
- Trasformata wavelet veloce (FWT)
- Decomposizione in pacchetti wavelet (WPD)

## Elenco di wavelet

### Wavelet discrete
- Beylkin (18)
- Coiflet (6, 12, 18, 24, 30)
- Wavelet di Daubechies (2, 4, 6, 8, 10, 12, 14, 16, 18, 20)
- Wavelet di Cohen-Daubechies-Feauveau (talvolta riportata come Daubechies biortogonale, bior44=CDF9/7)
- Wavelet di Haar
- Filtro di Vaidyanathan (24)
- Symmlet
- Trasformata wavelet complessa

### Wavelet continue
- Wavelet cappello messicano
- Wavelet hermitiana
- Wavelet di Morlet
- Wavelet di Morlet modificata
- Wavelet di Addison
- Wavelet hilbertiana-hermitiana